# Miglieglia
Miglieglia (in dialetto ticinese Mijoja) è un comune svizzero di 308 abitanti del Canton Ticino, nel distretto di Lugano.

## Geografia fisica
Miglieglia è situato nel Malcantone, sulla falda meridionale del Monte Lema.

## Storia
Il 17 agosto 2004 è stato bocciato il progetto di fusione per il nuovo comune di Medio Malcantone al fine di unire Astano, Bedigliora, Curio, Miglieglia e Novaggio. L'aggregazione è stata abbandonata a causa del risultato negativo della votazione della popolazione dei comuni interessati del 8 febbraio 2004.

## Monumenti e luoghi d'interesse

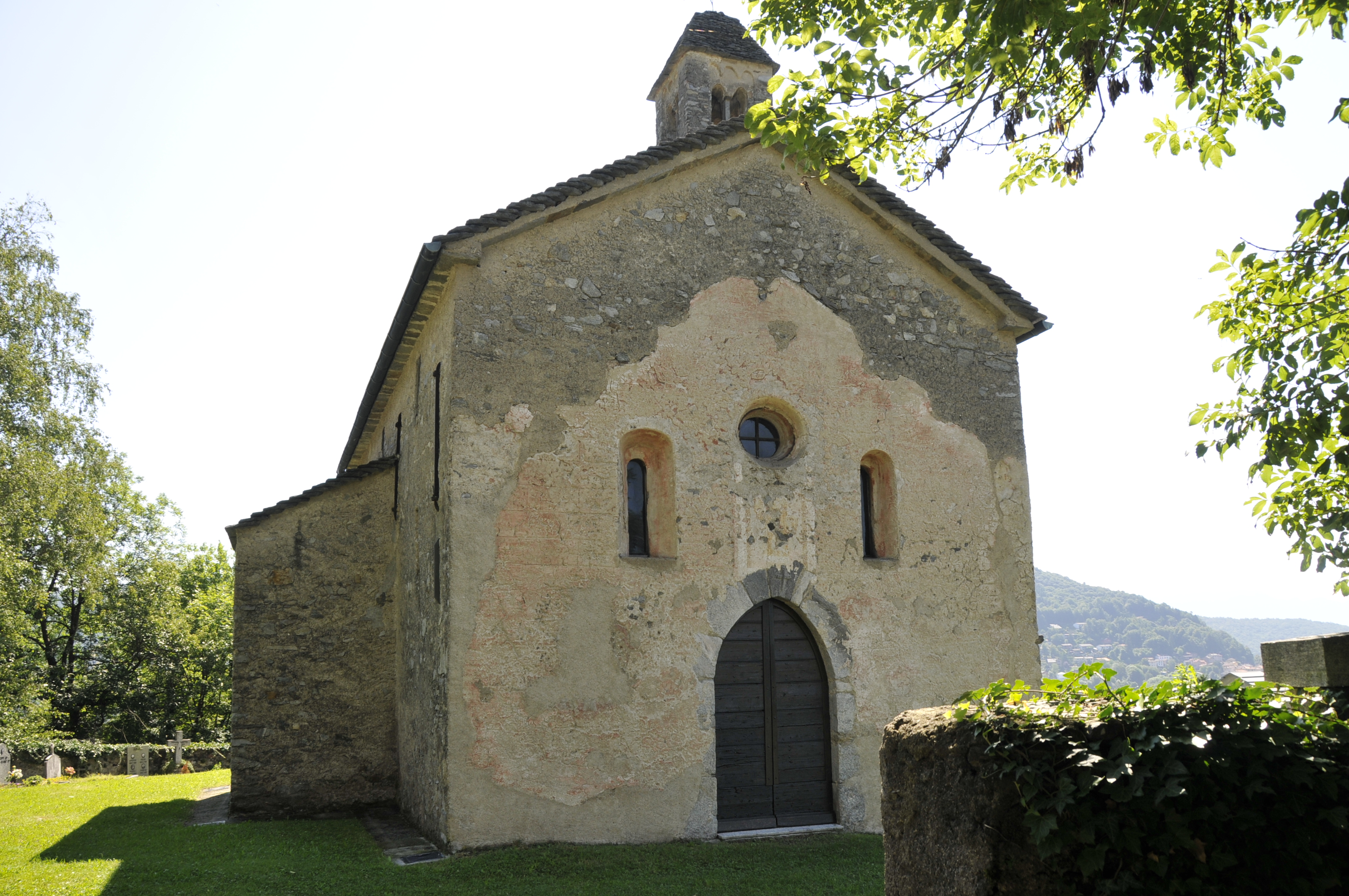
La chiesa di Santo Stefano al Colle

- Chiesa di Santo Stefano al Colle, di epoca romanica[1];
- Ossario (XV secolo);[4]
- Chiesa parrocchiale di Santo Stefano, eretta nel XVII secolo[1] (1634[4]).

## Società

### Evoluzione demografica
L'evoluzione demografica è riportata nella seguente tabella:
Abitanti censiti

## Amministrazione
Ogni famiglia originaria del luogo fa parte del cosiddetto comune patriziale e ha la responsabilità della manutenzione di ogni bene ricadente all'interno dei confini del comune. L'ufficio patriziale è presieduto nel periodo 2017-2021 da Marco Marcozzi.